# 1565 год в науке
В 1565 году произошли различные научные и технологические события, некоторые из которых представлены ниже.

## События
- Королевский колледж врачей Лондона уполномочен проводить вскрытие человеческих тел в научно-образовательных целях[1][2].

## Публикации
- Конрад Геснер: De omni rerum fossilium genere, gemmis, lapidibus, metallis, et huiusmod.
- Николас Монардес: Historia medicinal de las cosas que se traen de nuestras Indias Occidentales.
- Никколо Тарталья: De insidentibus aquæ et De ponderositate, посмертно.
- Адриан Юниус: Nomenclator omnium rerum propria nomina variis linguis explicata indicans 1531—1552. Учебник по лингвистике.

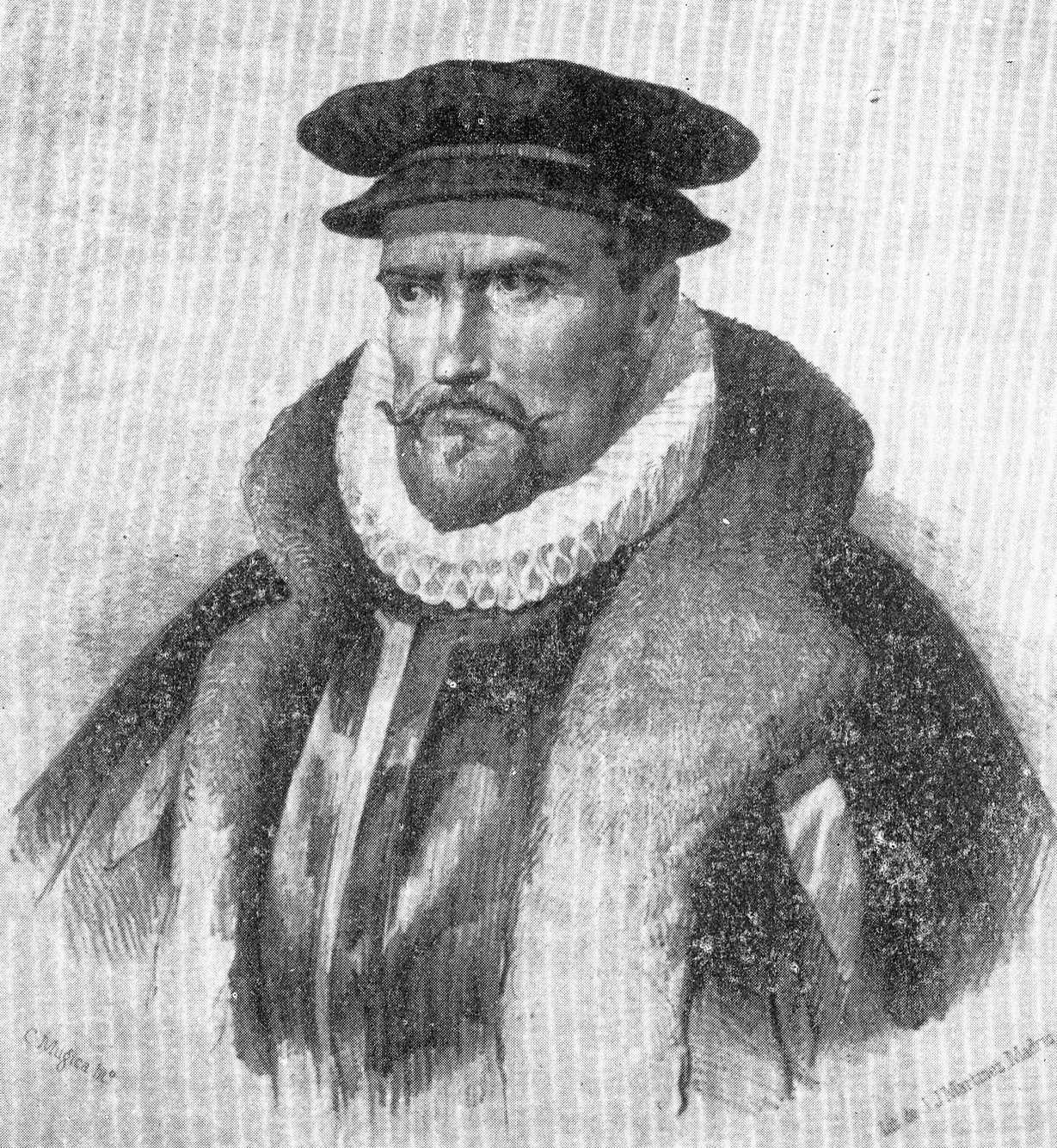
Педро Фернандес де Кирос

## Родились
См. также: Категория:Родившиеся в 1565 году
- 2 апреля — Корнелис де Хаутман, нидерландский исследователь (ум. в 1599 году).
- 14 ноября — Петрус Бертиус, фламандский историк, географ и картограф (ум. в 1629 году).
- Эдвард Брирвуд, английский математик, астроном, филолог, археолог и педагог (ум. в 1613 году).
- Педро Фернандес Кирос, испанский мореплаватель, открывший несколько тихоокеанских архипелагов (ум. в 1614 году).

## Скончались
См. также: Категория:Умершие в 1565 году
- 5 октября — Лодовико Феррари, итальянский математик, нашедший общее решение уравнения четвёртой степени. (род. в 1522 году).
- 13 декабря — Конрад Геснер, швейцарский учёный-энциклопедист (род. в 1516 году).